# 甘德县
甘德县（藏語：དགའ་བདེ་རྫོང，威利转写：dga' bde rdzong，藏语拼音：Gadê Zong）是中华人民共和国青海省果洛藏族自治州下辖的一个县，位于果洛州中部，黄河北岸；东部与甘肃省接壤，中部有阿尼玛卿山支脉。面积7143平方公里，常住总人口約5万，其中藏族占96%。县人民政府驻柯曲镇。

## 行政区划
甘德县下辖1个镇、6个乡：
柯曲镇、上贡麻乡、下贡麻乡、岗龙乡、青珍乡、江千乡和下藏科乡。

## 人口
根据(青海省)果洛州第七次全国人口普查公报显示甘德县常住人口为41046人，男性人口占比51.69%，女性人口占比48.31%，年龄结构中0-14岁占比31.85%，15-59岁占比61.44%，60岁以上占比6.71%，65岁以上占比5.25%。